# Union nationale des étudiants de France
Union nationale des étudiants de France (Frankrigs nationale studenterforbund forkortet UNEF) er et fransk partipolitisk neutralt studenterforbund, grundlagt 4. maj 1907 og landets største studenterorganisation med 29.000 medlemmer. Forbundet arbejder for studenterindflydelse på spørgsmål såsom fordeling af forskningspuljer, universiteters infrastruktur, studieboliger, lighedsspørgsmål, osv.
| Forening eller organisation | Spire Denne artikel om en forening eller organisation er en spire som bør udbygges. Du er velkommen til at hjælpe Wikipedia ved at udvide den. |